# Mirefleurs
 Mirefleurs  es una población y comuna francesa, situada en la región de Auvernia, departamento de Puy-de-Dôme, en el distrito de Clermont-Ferrand y cantón de Vic-le-Comte.

## Demografía
| 702 | 847 | 1053 | 1404 | 1708 | 1791 |
| Para los censos de 1962 a 1999 la población legal corresponde a la población sin duplicidades (Fuente: INSEE [Consultar]) |     |      |      |      |      |